# Sammelnussfrucht

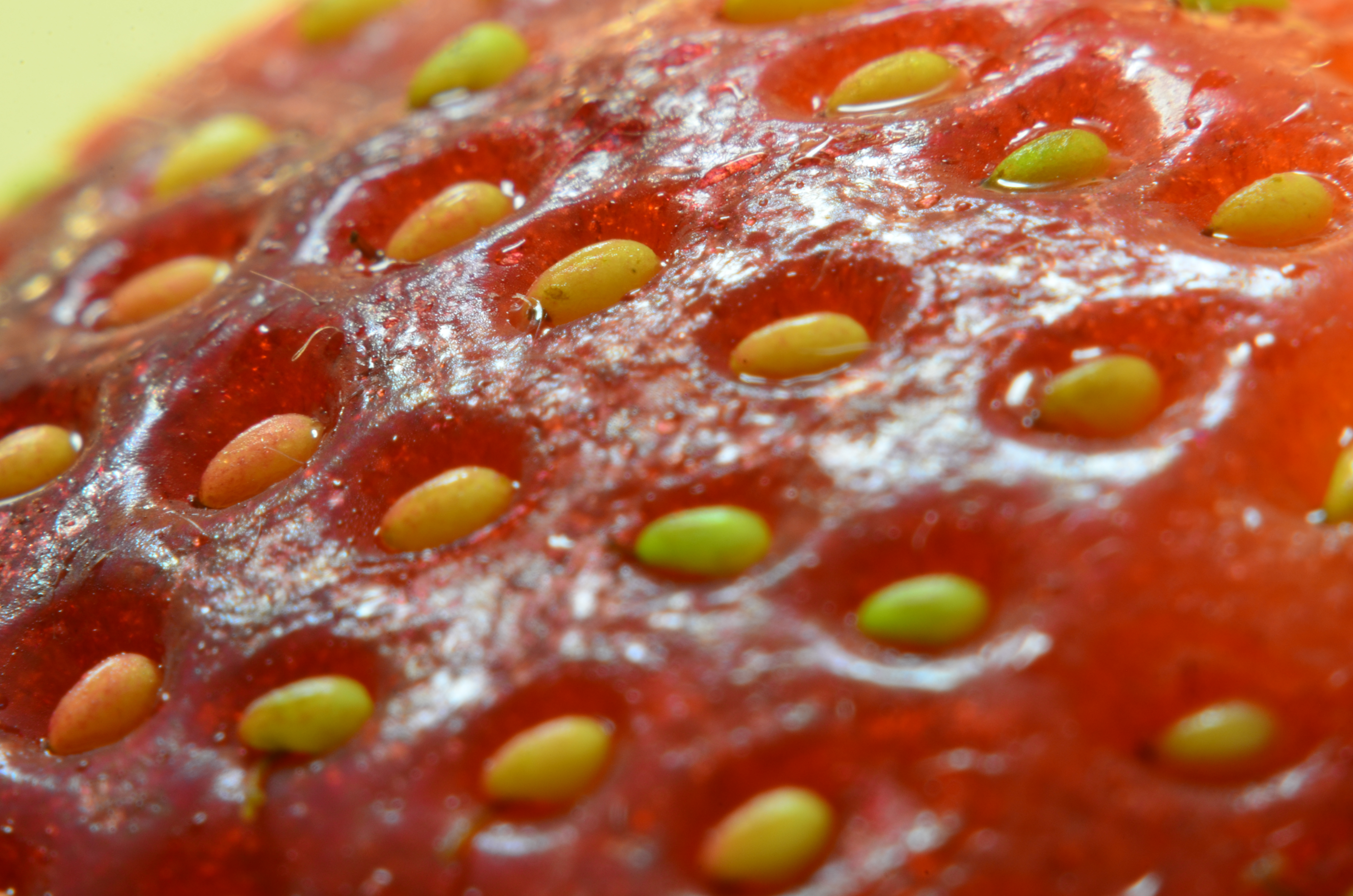
Erdbeere als Beispiel einer Sammelnussfrucht. Die gelbgrünen Nüsschen liegen im roten Blütenboden eingebettet.

Sammelnussfrüchte sind Sammelfrüchte. Botanisch gesehen sind sie keine Beeren, sondern Scheinfrüchte mit Nüsschen. Die Nüsschen sind auf der Oberfläche des Blütenbodens inseriert. Ein Nüsschen ist ein Fruchtblatt mit einem Samen und trockener, geschlossen bleibender Fruchtwand, das zusammen mit weiteren Nüsschen aus einem apokarpen Gynoeceum entsteht.
Einige Gattungen der Rosengewächse bilden Sammelnussfrüchte bzw. Sammelachaenenfrüchte aus:
- Erdbeeren: die Nüsschen sitzen auf dem hochgewölbten fleischigen Blütenboden
- Hagebutte bei den Rosen: die Nüsschen werden von dem fleischigen becherförmigen Blütenboden umschlossen.

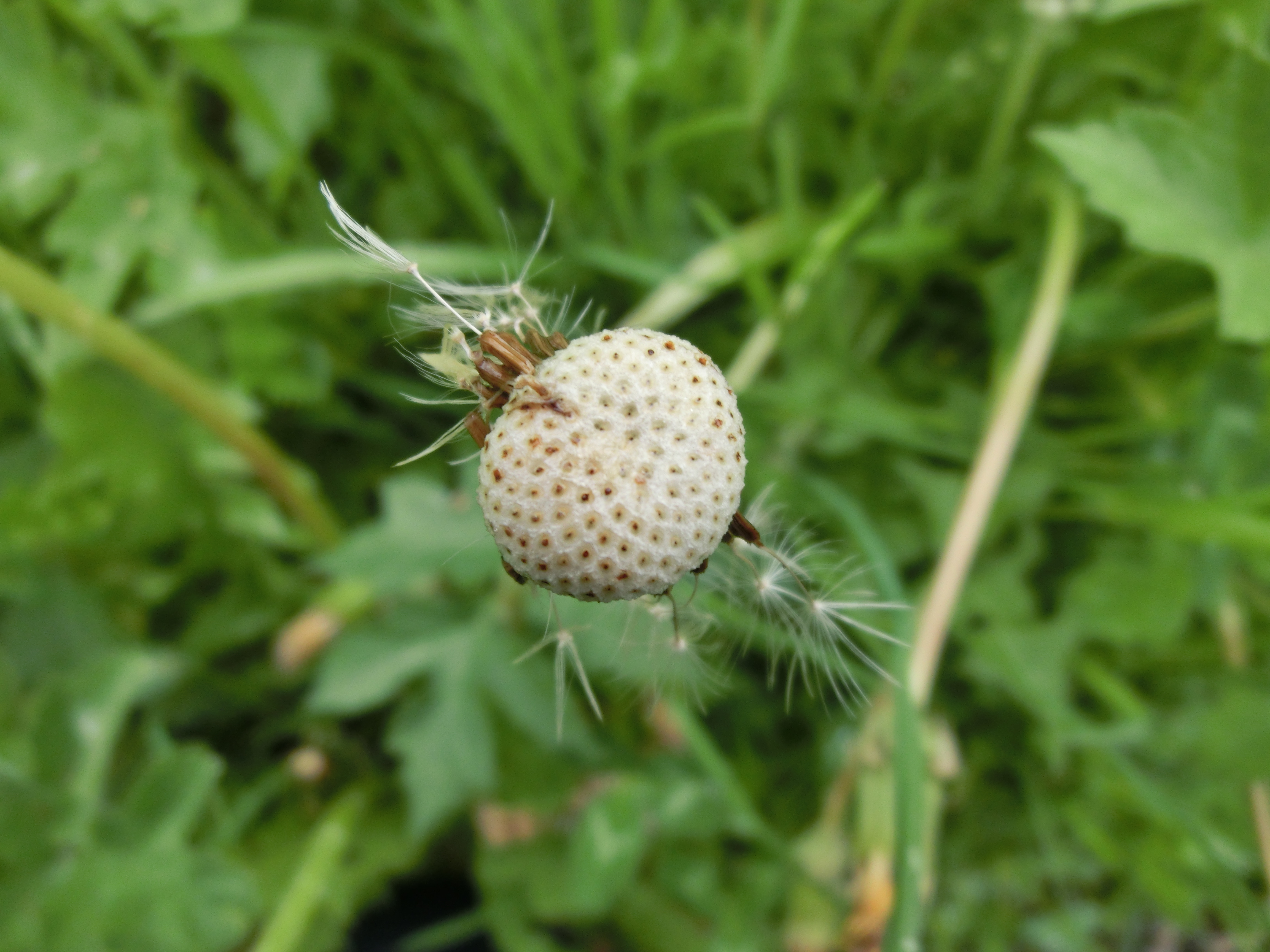
Sammelfrucht des Löwenzahns

## Zu unterscheiden
Ebenfalls Sammelfrüchte sind Sammelsteinfrüchte (Himbeeren oder Brombeeren), neben weiteren Formen von Sammelfrüchten.